# Disa cooperi
Disa cooperi es una especie fanerógama de orquídea de hábito terrestre.  Es nativa de Sudáfrica.

## Descripción
Es una orquídea de raíces tuberosas vellosas con pocas ramas y tallos sin ramas o vellosidad, con hojas generalmente anuales, la inflorescencia también ramificada, las flores de sépalo dorsal y pétalos oblongos, con la columna prominente y con dos polinias.
Tiene hábitos terrestres con un tamaño mediano a grande y prefiere temperaturas frescas. Tiene de 2 a 5 hojas estériles y 6 a 15 hojas caulinarias del tallo fértiles. Florece en la primavera y principios del verano en una inflorescencia terminal erecta, de 40 a 70 cm de largo, con 20 a 50 flores con brácteas florales que son más largas que los ovarios y con flores perfumadas con olor a clavo.

## Distribución y hábitat
Se encuentra en  Lesoto, Provincia del Cabo, Natal, Estado Libre de Orange y Transvaal de Sudáfrica en los pastizales de tierras altas en alturas de 1800 a 2200 metros.

## Taxonomía
Disa cooperi fue descrita por  Heinrich Gustav Reichenbach  y publicado en Flora 64: 328. 1881.
Etimología
Disa : el nombre de este género es una referencia a  Disa, la heroína de la mitología nórdica hecha por el botánico Carl Peter Thunberg.
cooperi: epíteto otorgado en honor de Cooper, un recolector inglés de plantas, de los años 1800.